# あいのうただから
「あいのうただから」は、新谷良子の2枚目のマキシシングルである。2003年9月26日にLantisから発売された。3ヶ月連続リリースの第2弾。

## 収録曲
1. あいのうただから [4:47]
作詞・作曲：Funta、編曲：Funta and Family
2. あいのうただから (off vocal)
3. ランチBOX〜中級編〜 [1:14]
作詞・作曲：ゆうまお、編曲：R・O・N